# Johann II. (Liegnitz)
Johann II. von Liegnitz (* 1477; † 6. März 1495) war Herzog von Liegnitz. Er entstammte dem Liegnitzer Zweig der Schlesischen Piasten.

## Leben
Seine Eltern waren Herzog Friedrich I. († 1488) und Ludmilla († 1503), eine Tochter des böhmischen Königs Georg von Podiebrad. 
Nach dem frühen Tod ihres Vaters wuchsen Johann und seine jüngeren Brüder Friedrich II. und Georg I. zunächst unter der Vormundschaft ihrer Mutter auf. Johann gelangte nicht an das ihm als ältestem Sohn zustehende Erbe, da er bereits 1495 unverheiratet und ohne Nachkommen starb. Die Regentschaft über das Herzogtum Liegnitz übernahm 1499 der zweitgeborene Friedrich II., der zugleich bis 1505 den Brieger Anteil des jüngsten Bruders Georg I. verwaltete.